# David Walker (Abolitionist)
David Walker (* 28. September 1785 in Wilmington, North Carolina; † 28. Juni 1830 in Boston, Massachusetts) war ein schwarzer, US-amerikanischer Abolitionist.

## Leben
Walker wurde als freier Schwarzer in North Carolina, geboren – obwohl David Walkers Vater, der vor seiner Geburt starb, versklavt wurde, war seine Mutter eine freie Frau. Aus seinen frühen Lebensjahren ist wenig bekannt. In den 1820ern lebte er von einem second-hand Bekleidungsgeschäft, das er eröffnet hatte. In Boston lernte Walker schwarze Bürgerrechtsaktivisten kennen und arbeitete am  Freedom’s Journal in New York City mit, der ersten  afroamerikanischen Zeitung, die von Samuel Cornish gemeinsam mit John Brown Russwurm herausgegeben wurde. Er entwickelte früh einen intensiven und bleibende Hass auf die Sklaverei, anscheinend das Ergebnis von seinen Reisen und sein Wissen aus erster Hand über Sklaverei. Aktiv bei der Unterstützung der Armen und Bedürftigen, darunter entlaufener Sklaven, hatte bald einen guten Ruf innerhalb der schwarzen Gemeinschaft in Boston für seine Großzügigkeit und sein Wohlwollen. Er war auch ein namhaftes Mitglied der Massachusetts General Colored Association, einer Anti-Sklaverei- und Bürgerrechtsorganisation, die 1826 gegründet wurde. In Vorträgen vor der Vereinigung sprach Walker gegen Sklaverei und Kolonisation.
Im September 1829 publizierte er ein Pamphlet mit dem Titel Appeal to the Colored Citizens of the World, das sich an die versklavten Frauen und Männer im Süden wandte. Aufgrund von Walkers Appeal, der viele Sklaven Hoffnung schöpfen ließ, eines Tages frei zu werden, setzten Besitzer von  Plantagen ein Kopfgeld von 3.000 $ aus für jeden, der Walker töten, und von 10.000 $ für jeden, der ihn lebend zurückbringen würde. Die Zirkulation des Appells im Süden durch den Sommer 1830 verursachte große Aufregung, insbesondere in Georgia, Virginia und North Carolina. In Walkers Heimatstadt Wilmington wurden Kopien auf Schiffen aus Boston oder New York herausgeschmuggelt. Beunruhigung verbreitete sich bald unter den Weißen in Fayetteville, New Bern, Elizabeth City und anderen Städten des Staates.
Im Juni 1830, nicht lange nach der Publikation der dritten Auflage von Appeal, wurde David Walker tot bei sich zu Hause aufgefunden.  Viele glauben, dass er vergiftet wurde, obwohl es dafür keine Beweise gibt. Andere Quellen, wie beispielsweise die US-amerikanische Historikerin Nell Irvin Painter, gehen davon aus, dass David Walker an Tuberkulose starb, nachdem nur wenige Tage vor ihm seine Tochter der Krankheit erlag.
Walkers Appeal war wahrscheinlich die erste gedruckte Manifestation des black nationalism in den  USA. Es wurde von vielen als extremistisch verurteilt und sogar von dem  Abolitionisten William Lloyd Garrison (1805–1879) verurteilt.
1828 heiratete eine Frau namens Eliza. Sie hatten einen Sohn, Edward (oder Edwin) Garrison Walker, der nach David Walkers Tod im Jahre 1830 geboren wurde.